# Pentatló modern als Jocs Olímpics d'Estiu de 2024
El pentatló modern en els Jocs Olímpics de París 2024 es va realitzar a l'Arena París Nord (preliminars d'esgrima) i al Palau de Versalles del 8 a l'11 d'agost de 2024.
Es van disputar dues proves d'aquesta especialitat esportiva, una masculina i una femenina. El programa de competicions es va mantenir com a l'edició anterior.

## Clasificació
Van participar un total 72 pentatletes (36 homes i 36 dones) de diferents comitès olímpics nacionals.

## Calendari
| C | Classificació | F | Finals |

| Data→ Prova ↓ | 08 Dijous | 09 Divendres | 10 Dissabte | 11 Diumenge |
| ------------- | --------- | ------------ | ----------- | ----------- |
| Masculí       | C         | C            | F           |             |
| Femení        | C         |              | C           | F           |

## Competició Masculina

### Semifinal A
| Posició | Atleta                   | País       | Natació Temps (pts) | Esgrima RR+BR Victòries (pts) | Equitació Temps (pts) | Tir amb làser Temps (pts) | Total |
| ------- | ------------------------ | ---------- | ------------------- | ----------------------------- | --------------------- | ------------------------- | ----- |
| 1       | Ahmed El-Gendy           | Egipte     | 1:59.76 (311)       | 24+0 (245)                    | 72.86 (267)           | 10:07.61 (693)            | 1516  |
| 2       | Alexandre Dallenbach     | Suïssa     | 1:58.28 (314)       | 21+0 (230)                    | 63.87 (300)           | 10:34.14 (666)            | 1510  |
| 3       | Emiliano Hernández       | Mèxic      | 2:04.82 (301)       | 17+5 (220)                    | 63.37 (293)           | 10:05.89 (695)            | 1509  |
| 4       | Matteo Cicinelli         | Itàlia     | 1:59.90 (311)       | 19+0 (220)                    | 56.99 (293)           | 10:16.62 (684)            | 1508  |
| 5       | Pāvels Švecovs           | Letònia    | 2:02.17 (306)       | 23+0 (240)                    | 59.74 (300)           | 10:40.68 (660)            | 1506  |
| 6       | Fabian Liebig            | Alemanya   | 2:03.81 (303)       | 17+0 (210)                    | 58.15 (300)           | 10:09.13 (691)            | 1504  |
| 7       | Jean-Baptiste Mourcia    | França     | 2:09.07 (292)       | 16+1 (207)                    | 59.28 (293)           | 9:48.28 (712)             | 1504  |
| 8       | Csaba Bőhm               | Hongria    | 1:59.50 (311)       | 13+2 (194)                    | 61.51 (300)           | 10:04.64 (696)            | 1501  |
| 9       | Valentin Prades          | França     | 2:07.25 (296)       | 20+5 (235)                    | 57.21 (293)           | 10:24.18 (676)            | 1500  |
| 10      | Martin Vlach             | Txèquia    | 2:07.93 (295)       | 12+1 (187)                    | 60.29 (300)           | 9:47.46 (713 RO)          | 1495  |
| 11      | Luo Shuai                | Xina       | 2:06.75 (297)       | 17+0 (210)                    | 58.74 (286)           | 9:58.62 (702)             | 1495  |
| 12      | Todor Mihalev            | Bulgària   | 2:06.85 (297)       | 20+0 (225)                    | 58.20 (293)           | 10:24.04 (676)            | 1491  |
| 13      | Buğra Ünal               | Turquia    | 2:07.24 (296)       | 20+0 (225)                    | 58.25 (283)           | 10:23.26 (677)            | 1481  |
| 14      | Marek Grycz              | Txèquia    | 2:00.60 (309)       | 10+0 (175)                    | 59.73 (286)           | 10:16.03 (684)            | 1454  |
| 15      | Duilio Carrillo          | Mèxic      | 2:07.39 (296)       | 14+0 (195)                    | 61.91 (279)           | 10:17.52 (683)            | 1453  |
| 16      | Georgiy Boroda-Dudochkin | Kazakhstan | 2:08.28 (294)       | 10+1 (177)                    | 59.49 (300)           | 10:19.91 (681)            | 1452  |
| 17      | Andrés Torres            | Equador    | 1:59.70 (311)       | 16+1 (207)                    | 54.63 (283)           | 11:29.63 (611)            | 1412  |
| 18      | Phurit Yohuang           | Tailàndia  | 2:02.18 (306)       | 12+1 (187)                    | 84.66 (245)           | 11:03.33 (637)            | 1375  |

### Semifinal B
| Posició | Atleta               | País          | Natació Temps (pts) | Esgrima RR+BR Victòries (pts) | Equitació Temps (pts) | Tir amb làser Temps (pts) | Total |
| ------- | -------------------- | ------------- | ------------------- | ----------------------------- | --------------------- | ------------------------- | ----- |
| 1       | Taishu Sato          | Japó          | 2:04.93 (301)       | 21+1 (232)                    | 61.80 (300)           | 10:18.02 (682)            | 1515  |
| 2       | Jun Woong-tae        | Corea del Sud | 1:59.90 (311)       | 22+1 (237)                    | 58.58 (286)           | 10:19.14 (681)            | 1515  |
| 3       | Giorgio Malan        | Itàlia        | 1:59.82 (311)       | 18+2 (219)                    | 60.45 (293)           | 10:12.46 (688)            | 1511  |
| 4       | Łukasz Gutkowski     | Polònia       | 2:06.21 (298)       | 20+1 (227)                    | 61.51 (300)           | 10:20.74 (680)            | 1505  |
| 5       | Seo Chang-wan        | Corea del Sud | 2:00.79 (309)       | 20+0 (225)                    | 58.71 (300)           | 10:31.53 (669)            | 1503  |
| 6       | Marvin Dogue         | Alemanya      | 2:07.95 (295)       | 20+4 (233)                    | 56.96 (286)           | 10:11.78 (689)            | 1503  |
| 7       | Balázs Szép          | Hongria       | 2:03.81 (303)       | 18+0 (215)                    | 59.53 (293)           | 10:12.10 (688)            | 1499  |
| 8       | Joseph Choong        | Regne Unit    | 1:58.71 (313)       | 14+4 (203)                    | 57.86 (286)           | 10:05.18 (695)            | 1497  |
| 9       | Mohanad Shaban       | Egipte        | 2:04.72 (301)       | 20+0 (225)                    | 59.55 (286)           | 10:15.82 (685)            | 1497  |
| 10      | Charlie Brown        | Regne Unit    | 2:02.45 (306)       | 14+0 (195)                    | 62.47 (300)           | 10:07.85 (693)            | 1494  |
| 11      | Vladyslav Chekan     | Ucraïna       | 2:02.82 (305)       | 15+0 (200)                    | 60.93 (300)           | 10:19.49 (681)            | 1486  |
| 12      | Li Shuhuan           | Xina          | 2:09.53 (291)       | 19+1 (222)                    | 65.26 (291)           | 10:23.61 (677)            | 1481  |
| 13      | Andrés Fernández     | Guatemala     | 1:59.23 (312)       | 15+0 (200)                    | 57.14 (286)           | 10:36.88 (664)            | 1462  |
| 14      | Franco Serrano       | Argentina     | 2:02.56 (305)       | 15+1 (202)                    | 56.58 (286)           | 10:40.88 (660)            | 1453  |
| 15      | Marcos Rojas Jiménez | Cuba          | 2:01.96 (307)       | 10+0 (175)                    | 67.56 (279)           | 10:41.65 (659)            | 1420  |
| 16      | Esteban Bustos       | Xile          | 2:09.70 (291)       | 13+1 (192)                    | 72.56 (281)           | 10:46.96 (654)            | 1418  |
| 17      | Oleksandr Tovkai     | Ucraïna       | 2:00.93 (309)       | 24+2 (249)                    | E (0)                 | 10:36.41 (664)            | 1222  |
| 18      | Kamil Kasperczak     | Polònia       | 2:12.73 (285)       | 20+0 (225)                    | 64.48 (292)           | NF (0)                    | 802   |

### Final
| Posició | Atleta                | País          | Natació Temps (pts) | Esgrima RR+BR Victòries (pts) | Equitació Temps (pts) | Tir amb làser Temps (pts) | Total   |
| ------- | --------------------- | ------------- | ------------------- | ----------------------------- | --------------------- | ------------------------- | ------- |
| 1       | Ahmed El-Gendy        | Egipte        | 1:59.30 (312)       | 24+0 (245)                    | 55.71 (300)           | 10:02.47 (698)            | 1555 RM |
| 2       | Taishu Sato           | Japó          | 2:04.21 (302)       | 21+1 (232)                    | 59.21 (300)           | 9:52.85 (708)             | 1542    |
| 3       | Giorgio Malan         | Itàlia        | 1:59.23 (312)       | 18+0 (215)                    | 61.97 (300)           | 9:51.70 (709)             | 1536    |
| 4       | Emiliano Hernández    | Mèxic         | 2:03.39 (304)       | 17+6 (222)                    | 60.54 (286)           | 9:40.80 (720)             | 1532    |
| 5       | Matteo Cicinelli      | Itàlia        | 1:59.06 (312)       | 19+0 (220)                    | 58.86 (293)           | 9:58.23 (702)             | 1527    |
| 6       | Jun Woong-tae         | Corea del Sud | 1:59.41 (312)       | 22+3 (241)                    | 66.55 (287)           | 10:14.33 (686)            | 1526    |
| 7       | Seo Chang-wan         | Corea del Sud | 2:01.53 (307)       | 20+2 (229)                    | 61.06 (286)           | 10:02.33 (698)            | 1520    |
| 8       | Marvin Dogue          | Alemanya      | 2:07.00 (296)       | 20+0 (225)                    | 52.65 (293)           | 9:54.76 (706)             | 1520    |
| 9       | Joseph Choong         | Regne Unit    | 1:57.52 (315)       | 14+2 (199)                    | 61.07 (293)           | 9:48.09 (712)             | 1519    |
| 10      | Balázs Szép           | Hongria       | 2:05.83 (299)       | 18+0 (215)                    | 56.59 (300)           | 9:55.29 (705)             | 1519    |
| 11      | Jean-Baptiste Mourcia | França        | 2:10.05 (290)       | 16+0 (205)                    | 58.67 (300)           | 9:43.94 (717)             | 1512    |
| 12      | Fabian Liebig         | Alemanya      | 2:04.18 (302)       | 17+0 (210)                    | 56.43 (300)           | 10:05.62 (695)            | 1507    |
| 13      | Csaba Bőhm            | Hongria       | 1:58.94 (313)       | 13+0 (190)                    | 56.91 (286)           | 9:44.87 (716)             | 1505    |
| 14      | Alexandre Dallenbach  | Suïssa        | 1:57.64 (315)       | 21+1 (232)                    | 59.98 (293)           | 10:40.55 (660)            | 1500    |
| 15      | Łukasz Gutkowski      | Polònia       | 2:05.28 (300)       | 20+0 (225)                    | 59.94 (286)           | 10:19.70 (681)            | 1492    |
| 16      | Valentin Prades       | França        | 2:07.07 (296)       | 20+1 (227)                    | 59.17 (272)           | 10:25.43 (675)            | 1452    |
| 17      | Pāvels Švecovs        | Letònia       | 2:03.71 (303)       | 23+0 (240)                    | 57.47 (279)           | 11:10.97 (630)            | 1452    |
| 18      | Mohanad Shaban        | Egipte        | 2:05.35 (300)       | 20+1 (227)                    | E                     | 10:46.68 (654)            | 1181    |

## Competició Femenina

### Semifinal A
| Posició | Atleta                 | País          | Natació Temps (pts) | Esgrima RR+BR Victòries (pts) | Equitació Temps (pts) | Tir amb làser Temps (pts) | Total   |
| ------- | ---------------------- | ------------- | ------------------- | ----------------------------- | --------------------- | ------------------------- | ------- |
| 1       | Kerenza Bryson         | Regne Unit    | 2:20.92 (269)       | 21+4 (234)                    | 59.83 (300)           | 11:41.88 (599)            | 1402 RO |
| 2       | Elena Micheli          | Itàlia        | 2:10.63 (289)       | 19+4 (224)                    | 59.19 (300)           | 11:52.10 (588)            | 1401    |
| 3       | Alice Sotero           | Itàlia        | 2:10.24 (290)       | 12+8 (193)                    | 59.84 (300)           | 11:22.83 (618)            | 1401    |
| 4       | Seong Seung-min        | Corea del Sud | 2:12.44 (286)       | 20+0 (225)                    | 58.59 (293)           | 11:44.13 (596)            | 1400    |
| 5       | Kate French            | Regne Unit    | 2:15.56 (279)       | 23+0 (240)                    | 60.65 (293)           | 11:54.55 (586)            | 1398    |
| 6       | Lucie Hlaváčková       | Txèquia       | 2:19.46 (272)       | 16+2 (207)                    | 62.24 (300)           | 11:24.77 (616)            | 1395    |
| 7       | Marie Oteiza           | França        | 2:15.92 (279)       | 21+3 (232)                    | 58.11 (300)           | 11:56.83 (584)            | 1395    |
| 8       | Malak Ismail           | Egipte        | 2:15.70 (279)       | 17+6 (216)                    | 59.20 (286)           | 11:30.82 (610)            | 1391    |
| 9       | Laura Asadauskaitė     | Lituània      | 2:23.71 (263)       | 16+0 (205)                    | 65.61 (291)           | 11:10.90 (630)            | 1389    |
| 10      | Annika Zillekens       | Alemanya      | 2:18.88 (273)       | 17+0 (210)                    | 71.56 (275)           | 11:11.93 (629)            | 1387    |
| 11      | Mayan Oliver           | Mèxic         | 2:26.21 (258)       | 18+0 (215)                    | 57.30 (300)           | 11:27.41 (613)            | 1386    |
| 12      | Marlena Jawaid         | Suècia        | 2:20.65 (269)       | 18+0 (215)                    | 66.82 (290)           | 12:09.81 (571)            | 1345    |
| 13      | Genevieve van Rensburg | Austràlia     | 2:11.61 (287)       | 18+4 (219)                    | 69.01 (273)           | 12:37.73 (543)            | 1322    |
| 14      | Jessica Savner         | Estats Units  | 2:27.61 (255)       | 16+4 (209)                    | 54.99 (293)           | 12:27.42 (553)            | 1310    |
| 15      | Yelena Potapenko       | Kazakhstan    | 2:16.67 (277)       | 15+0 (200)                    | 53.88 (279)           | 12:35.18 (545)            | 1301    |
| 16      | Isabela Abreu          | Brasil        | 2:25.63 (259)       | 10+0 (175)                    | 68.05 (288)           | 12:22.30 (558)            | 1280    |
| 17      | Salma Abdelmaksoud     | Egipte        | 2:13.55 (283)       | 16+0 (205)                    | E                     | 11:44.31 (596)            | 1084    |
| 18      | Rebecca Langrehr       | Alemanya      | 2:19.58 (271)       | 18+0 (215)                    | NI                    | 12:44.33 (536)            | 1022    |

1. ↑  Annika Zillekens havia quedat fora de la final en la qualificació, restant com a primera reserva. Va ocupar la plaça de Kate French, qui no poder competir per malaltia.

### Semifinal B
| Posició | Atleta                | País                               | Natació Temps (pts) | Esgrima RR+BR Victòries (pts) | Equitació Temps (pts) | Tir amb làser Temps (pts) | Total |
| ------- | --------------------- | ---------------------------------- | ------------------- | ----------------------------- | --------------------- | ------------------------- | ----- |
| 1       | Élodie Clouvel        | França                             | 2:12.74 (285)       | 27+4 (264)                    | 61.01 (300)           | 12:17.92 (563)            | 1398  |
| 2       | Laura Heredia         | Espanya                            | 2:21.47 (268)       | 17+4 (214)                    | 63.02 (300)           | 11:25.00 (615)            | 1397  |
| 3       | Michelle Gulyás       | Hongria                            | 2:10.39 (290)       | 24+2 (247)                    | 58.66 (300)           | 12:06.06 (574)            | 1397  |
| 4       | Blanka Guzi           | Hongria                            | 2:16.93 (277)       | 15+0 (200)                    | 58.61 (293)           | 11:20.80 (620)            | 1397  |
| 5       | Kim Sun-woo           | Corea del Sud                      | 2:14.44 (282)       | 19+0 (220)                    | 60.91 (293)           | 11:46.64 (594)            | 1396  |
| 6       | Gintarė Venčkauskaitė | Lituània                           | 2:19.15 (272)       | 16+0 (205)                    | 59.65 (300)           | 11:25.30 (615)            | 1392  |
| 7       | İlke Özyüksel         | Turquia                            | 2:16.50 (277)       | 16+4 (209)                    | 56.29 (300)           | 11:34.68 (606)            | 1392  |
| 8       | Zhang Mingyu          | Xina                               | 2:14.72 (281)       | 20+2 (227)                    | 59.71 (300)           | 11:59.61 (581)            | 1389  |
| 9       | Anna Jurt             | Suïssa                             | 2:29.44 (252)       | 17+2 (212)                    | 61.87 (286)           | 11:07.63 (633)            | 1383  |
| 10      | Valeriya Permykina    | Ucraïna                            | 2:19.78 (271)       | 15+4 (204)                    | 66.91 (297)           | 11:35.69 (605)            | 1377  |
| 11      | Anna Maliszewska      | Polònia                            | 2:18.56 (273)       | 16+0 (205)                    | 59.27 (293)           | 11:38.96 (602)            | 1373  |
| 12      | Misaki Uchida         | Japó                               | 2:08.56 (293)       | 15+0 (200)                    | 58.25 (293)           | 12:10.13 (570)            | 1356  |
| 13      | Natalia Dominiak      | Polònia                            | 2:16.84 (277)       | 14+0 (195)                    | 67.56 (286)           | 12:09.40 (571)            | 1329  |
| 14      | Veronika Novotná      | Txèquia                            | 2:20.97 (269)       | 22+2 (237)                    | 57.70 (293)           | 13:03.98 (517)            | 1316  |
| 15      | Alise Fakhrutdinova   | Plantilla:Country data Uzbequistan | 2:21.30 (268)       | 19+2 (222)                    | 58.48 (293)           | 12:58.08 (522)            | 1305  |
| 16      | Sophia Hernández      | Guatemala                          | 2:22.83 (265)       | 15+2 (202)                    | 58.23 (293)           | 12:45.04 (535)            | 1295  |
| 17      | Sol Naranjo           | Equador                            | 2:38.78 (233)       | 13+0 (190)                    | 56.68 (293)           | 12:24.75 (556)            | 1272  |
| 18      | Mariana Arceo         | Mèxic                              | 2:15.78 (279)       | 12+8 (193)                    | E                     | 11:38.41 (602)            | 1074  |

### Final
| Posició | Atleta                | País          | Natació Temps (pts) | Esgrima RR+BR Victòries (pts) | Equitació Temps (pts) | Tir amb làser Temps (pts) | Total   |
| ------- | --------------------- | ------------- | ------------------- | ----------------------------- | --------------------- | ------------------------- | ------- |
| 1       | Michelle Gulyás       | Hongria       | 2:12.44 (286)       | 24+0 (245)                    | 62.69 (300)           | 11:10.01 (630)            | 1461 RM |
| 2       | Élodie Clouvel        | França        | 2:11.64 (287)       | 27+4 (260)                    | 60.71 (293)           | 11:32.35 (608)            | 1452    |
| 3       | Seong Seung-min       | Corea del Sud | 2:11.47 (288)       | 20+0 (225)                    | 62.01 (300)           | 11:12.87 (628)            | 1441    |
| 4       | Blanka Guzi           | Hongria       | 2:16.25 (278)       | 15+0 (200)                    | 56.52 (300)           | 10:45.48 (655)            | 1433    |
| 5       | Elena Micheli         | Itàlia        | 2:12.47 (286)       | 19+12 (220)                   | 56.82 (293)           | 11:27.86 (616)            | 1424    |
| 6       | İlke Özyüksel         | Turquia       | 2:15.48 (280)       | 16+0 (205)                    | 58.94 (293)           | 10:58.20 (642)            | 1420    |
| 7       | Gintarė Venčkauskaitė | Lituània      | 2:18.16 (274)       | 16+0 (205)                    | 58.98 (300)           | 11:00.31 (640)            | 1419    |
| 8       | Kim Sun-woo           | Corea del Sud | 2:17.67 (275)       | 19+2 (220)                    | 59.12 (286)           | 11:13.92 (627)            | 1410    |
| 9       | Kerenza Bryson        | Regne Unit    | 2:21.77 (267)       | 21+0 (230)                    | 62.27 (286)           | 11:19.12 (621)            | 1404    |
| 10      | Lucie Hlaváčková      | Txèquia       | 2:20.54 (269)       | 16+4 (205)                    | 59.85 (293)           | 11:08.44 (632)            | 1403    |
| 11      | Anna Jurt             | Suïssa        | 2:28.96 (253)       | 17+0 (210)                    | 60.72 (300)           | 11:00.82 (640)            | 1403    |
| 12      | Malak Ismail          | Egipte        | 2:16.94 (277)       | 17+2 (210)                    | 60.07 (293)           | 11:27.35 (613)            | 1395    |
| 13      | Alice Sotero          | Itàlia        | 2:09.93 (291)       | 12+6 (185)                    | 57.61 (300)           | 11:33.81 (607)            | 1389    |
| 14      | Zhang Mingyu          | Xina          | 2:17.66 (275)       | 20+0 (225)                    | 60.93 (300)           | 11:54.40 (586)            | 1386    |
| 15      | Annika Zillekens      | Alemanya      | 2:20.71 (269)       | 17+2 (210)                    | 56.69 (300)           | 11:45.71 (595)            | 1376    |
| 16      | Laura Asadauskaitė    | Lituània      | 2:24.52 (261)       | 16+2 (205)                    | 57.86 (293)           | 11:32.07 (608)            | 1369    |
| 17      | Laura Heredia         | Espanya       | 2:24.14 (262)       | 17+2 (210)                    | E                     | 10:50.73 (650)            | 1124    |
| 18      | Marie Oteiza          | França        | 2:16.84 (277)       | 21+0 (230)                    | E                     | 12:10.05 (570)            | 1077    |

## Medallistes
|         | Competició masculina | Competició masculina | Competició femenina | Competició femenina |
| Posició | Atleta               | País                 | Atleta              | País                |
| ------- | -------------------- | -------------------- | ------------------- | ------------------- |
| Or      | Ahmed El-Gendy       |                      | Michelle Gulyás     |                     |
| Argent  | Taishu Sato          |                      | Élodie Clouvel      |                     |
| Bronze  | Giorgio Malan        |                      | Seong Seung-Min     |                     |

## Medaller
| Posició | País          | Or | Argent | Bronze | Total |
| 1       | Egipte        | 1  | 0      | 0      | 1     |
| 1       | Hongria       | 1  | 0      | 0      | 1     |
| 3       | França        | 0  | 1      | 0      | 1     |
| 3       | Japó          | 0  | 1      | 0      | 1     |
| 5       | Corea del Sud | 0  | 0      | 1      | 1     |
| 5       | Itàlia        | 0  | 0      | 1      | 1     |
|         | TOTAL         | 2  | 2      | 2      | 6     |

## Referenciès
1. ↑  «Modern pentathlon» (en anglès). [Consulta: 9 maig 2024].
2. ↑  «Pentatló modern als Jocs Olímpics de París 2024» (en anglès). [Consulta: 9 maig 2024].
3. ↑  «Official programme of the Olympic Games Paris 2024» (en anglès), 7 diciembre 2020. [Consulta: 9 maig 2024].
4. ↑  «Qualification system – Games of the XXXIII Olympiad – Paris 2024. Modern Pentathlon» (en anglès), 14-12-2023. [Consulta: 9 juny 2024].